# Kappa Cignidi

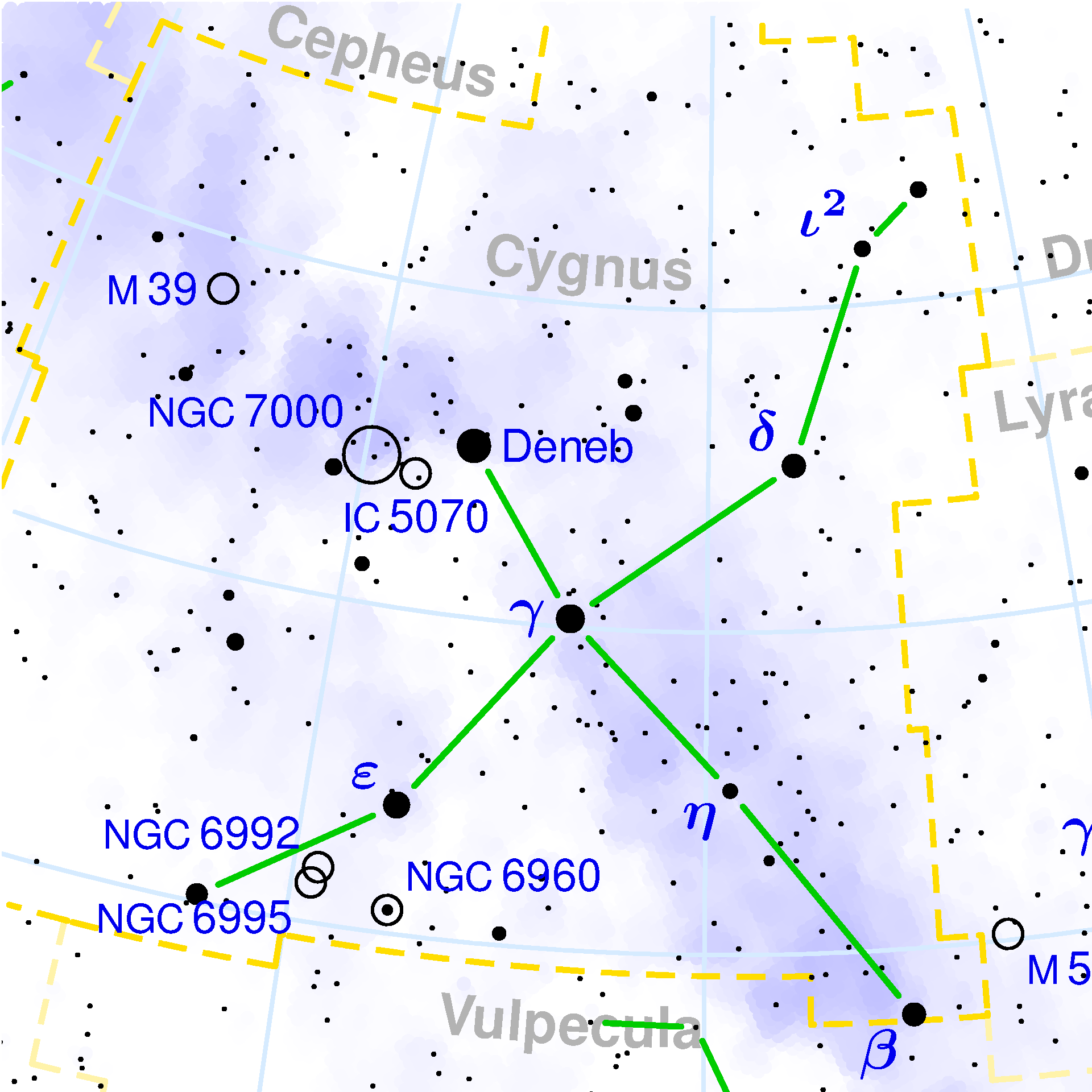
La costellazione del Cigno.

Le Kappa Cignidi, κ-Cignidi o Cignidi di agosto, sono uno sciame meteorico con sigla internazionale KCG e numero IAU 12.

## Corpo progenitore
Il corpo progenitore delle Kappa Cignidi non è stato individuato, tuttavia si ritiene che corpi celesti come gli asteroidi 2008 ED69, 2001 MG1 e 2002 LV possano rappresentare frammenti della cometa che ha portato alla formazione dello sciame, che si sarebbe creato tra il 4000 e il 1600 a.C.
La maggior parte dei detriti che danno origine a questo sciame meteorico giacciono oggi nelle vicinanze dell'orbita di Venere; si ritiene quindi che su quel pianeta lo sciame delle Kappa Cignidi dia luogo a un'attività molto intensa.

## Caratteristiche e attività
Il periodo durante il quale possono essere viste meteore di questo sciame è compreso tra giugno e settembre, con la massima attività registrata attorno alla metà di agosto, tuttavia, lo sciame è sporadico e non compare ad intervalli regolari, sebbene alcune ricerche tendano a valutare l'intervallo di comparsa in 7 anni. Negli anni in cui è stato osservato, il radiante dello sciame è comparso verso la fine di giugno presso la sorgente Antihelion, spostandosi poi verso la costellazione del Cigno, a nord, nel mese di luglio. All'inizio di agosto il radiante si trova poi poco a ovest di Vega, nella costellazione della Lira, e da lì si sposta verso est, nella costellazione del Cigno, fino alla fine di agosto. Lo sciame prende il nome proprio dal fatto che, al massimo della sua attività, il suo radiante sembra allinearsi con la stella Kappa Cygni.